# 舒宗侨
舒宗侨（1913年10月24日—2007年3月12日），男，湖北蒲圻縣（今赤壁市）人，生于江苏南京，中国新闻学家，摄影学家，记者。

## 生平
1936年毕业于复旦大学新闻系。1935－1937年在上海《立报》担任记者，1937年10月起任苏联塔斯社驻上海、南京、武汉、重庆记者，1941年在重庆《中央日报》担任国际新闻编辑，后又任《扫荡报》编辑主任。1942年在重庆创办在中国画报出版史上占有重要地位的《联合画报》，任主编，由美国人温福立任社长，宣传抗战，成为中国新闻画报的开创者。同时兼任复旦大学副教授、四川教育学院教授、美国新闻处画报部主任。抗战胜利后，《联合画报》转为其个人经营，改为月刊，移沪出版。1946－1949年陆续编著出版《第二次世界大战史》、《中国抗战画史》（与曹聚仁合编）、《二次大战照片精华》（与魏守忠合编）、《学生解放运动画史》。后在复旦大学新闻系先后讲授《采访写作》、《新闻编辑》、《新闻摄影》、《外国新闻事业》等课程。于1986年退休，居上海，为中国摄影家协会名誉理事兼《中国摄影史》编委，中国老年摄影学会理事，上海市老年摄影学会副主席。
2007年3月12日在上海去世，享年94岁。